# Meco (Musiker)
Meco (* 29. November 1939 in Johnsonburg, Pennsylvania als Domenico Monardo; † 25. Mai 2023) war ein amerikanischer Musikproduzent und Posaunist. Bekanntheit erlangte er Ende der 1970er Jahre mit Disco-Versionen von Filmmusiken. Seine erfolgreichste Single war der Nummer-eins-Hit Star Wars Theme / Cantina Band, der auf dem Soundtrack zum Film Krieg der Sterne beruhte.

## Leben
Meco wurde 1939 in Johnsonburg, Pennsylvania, geboren. Den ersten Unterricht an der Posaune erteilte ihm sein Vater. Aufgrund seiner so erworbenen Fähigkeiten wurde er in der sechsten Klasse Mitglied der Schulband seiner High School. Später gründete er seine eigene Dixieland-Formation und nach Abschluss der Schule im Jahr 1957 gewann er ein Stipendium an der Eastman School of Music. Während des Militärdienstes an der United States Military Academy in West Point spielte er in der Kadettenband und lernte die Grundzüge des Arrangieren von einem Army sergeant. Nach Ende der Militärzeit zog Meco nach New York City, wo er auf Empfehlung seines Freundes Chuck Mangione Mitglied im Bläserensemble von Kai Winding wurde. Nach rund neun Jahren als Musiker fungierte er 1974 erstmals als Musikproduzent für Disco-Musik. Nach rund zehn weiteren Jahren im Musikgeschäft zog er sich 1985 ins Privatleben zurück. Zeitweise arbeitete er als Handelsvertreter in Florida.

## Musikalisches Wirken
Sein bekanntestes Werk ist wohl seine Disco-Version des Star-Wars-Themas aus seinem Album Star Wars and Other Galactic Funk, sowohl das Album als auch die Single wurden in den USA mit Platin ausgezeichnet, die Single erreichte am 1. Oktober 1977 Platz 1 der Billboard Hot 100. Andere Disco-Hits umfassen: Themes from The Wizard of Oz: Over the Rainbow / We’re Off to See the Wizard (1978), Star Trek Medley (1979) und Love Theme from Superman (1979). Seinen letzten Charthit in den Billboard Hot 100 hatte er 1983 mit Ewok Celebration, der auf der Musik zum Film Die Rückkehr der Jedi-Ritter beruhte.
In den 1970er Jahren verdiente Meco sein Geld außerdem mit dem Arrangieren von Produktionsmusik. Zu seinen bekanntesten Aufträgen zählte die Musik zu einem Werbespot mit Neil Diamond für Coca-Cola. Außerdem war er an den Tonaufnahmen erfolgreicher Stücke wie Never Can Say Goodbye von Gloria Gaynor (1974) oder Doctor’s Orders von Carol Douglas als Produzent bzw. Co-Produzent beteiligt.

## Diskografie

### Alben
| Jahr | Titel Musiklabel Katalog-Nr.                               | Höchstplatzierung, Gesamtwochen, AuszeichnungChartplatzierungen (Jahr, Titel, Musiklabel Katalog-Nr., Platzierungen, Wochen, Auszeichnungen, Anmerkungen) | Höchstplatzierung, Gesamtwochen, AuszeichnungChartplatzierungen (Jahr, Titel, Musiklabel Katalog-Nr., Platzierungen, Wochen, Auszeichnungen, Anmerkungen) | Höchstplatzierung, Gesamtwochen, AuszeichnungChartplatzierungen (Jahr, Titel, Musiklabel Katalog-Nr., Platzierungen, Wochen, Auszeichnungen, Anmerkungen) | Anmerkungen |
| Jahr | Titel Musiklabel Katalog-Nr.                               | UK | US | R&B | Anmerkungen |
| ---- | ---------------------------------------------------------- | --- | --- | --- | --- |
| 1977 | Star Wars & Other Galactic Funk Millennium 8001            | — | US13 Platin · (28 Wo.)US | R&B8 (15 Wo.)R&B | Erstveröffentlichung: Juli 1977 Produzenten: Meco Monardo, Tony Bongiovi, Harold Wheeler                                                                    |
| 1978 | Encounters of Every Kind Millennium 8004                   | — | US62 (13 Wo.)US | R&B35 (6 Wo.)R&B | Erstveröffentlichung: Januar 1978 Produzenten: Meco Monardo, Tony Bongiovi, Harold Wheeler                                                                  |
| 1978 | The Wizard of Oz Millennium 8009                           | — | US68 (12 Wo.)US | R&B49 (5 Wo.)R&B | Erstveröffentlichung: September 1978 Produzenten: Meco Monardo, Tony Bongiovi, Harold Wheeler                                                               |
| 1980 | Plays Music from „The Empire Strikes Back“ RSO 3086        | — | US140 (8 Wo.)US | — | Erstveröffentlichung: Juli 1980; Musik des Films Das Imperium schlägt zurück; Schlagzeug: Steve Gadd; Produzenten: Meco Monardo, Tony Bongiovi, Lance Quinn |
| 1980 | Christmas in the Stars: Star Wars Christmas Album RSO 3093 | — | US61 (6 Wo.)US | — | Erstveröffentlichung: November 1980 Produzenten: Meco Monardo, Tony Bongiovi, Lance Quinn                                                                   |
| 1982 | Pop Goes the Movies Arista 9598                            | — | US68 (9 Wo.)US | — | Erstveröffentlichung: März 1982 Produzenten: Meco Monardo, Tony Bongiovi, Lance Quinn                                                                       |

Weitere Alben
- 1979: Superman and Other Galactic Heroes (Casablanca 7136)
- 1979: Moondancer (Casablanca 7155)
- 1980: Music from Star Trek and the Black Hole (Casablanca 7196)
- 1981: Impressions of an American Werewolf in London (Casablanca 7260)
- 1982: Swingtime’s Greatest Hits (Arista 9605)
- 1983: Ewok Celebration (Arista 8-8098)
- 1983: Hooked on Instrumentals (K-tel 3273)

### Kompilationen
- 1980: Across the Galaxy (RCA 43242)
- 1997: The Best of Meco (Mercury 53255)
- 2000: Dance Your Asteroids Off: The Complete Star Wars Collection (Mecoman 121599)
- 2005: Music Inspired by Star Wars (DM 41388)
- 2010: Meco Presents Camouflage / Showdown (mit Camouflage und Showdown; Funky Town Grooves 202)

### Singles
| Jahr | Titel Album                                                                                       | Höchstplatzierung, Gesamtwochen, AuszeichnungChartplatzierungen (Jahr, Titel, Album, Platzierungen, Wochen, Auszeichnungen, Anmerkungen) | Höchstplatzierung, Gesamtwochen, AuszeichnungChartplatzierungen (Jahr, Titel, Album, Platzierungen, Wochen, Auszeichnungen, Anmerkungen) | Höchstplatzierung, Gesamtwochen, AuszeichnungChartplatzierungen (Jahr, Titel, Album, Platzierungen, Wochen, Auszeichnungen, Anmerkungen) | Höchstplatzierung, Gesamtwochen, AuszeichnungChartplatzierungen (Jahr, Titel, Album, Platzierungen, Wochen, Auszeichnungen, Anmerkungen) | Anmerkungen |
| Jahr | Titel Album                                                                                       | UK | US | R&B | Dance | Anmerkungen |
| ---- | ------------------------------------------------------------------------------------------------- | --- | --- | --- | --- | --- |
| 1977 | Star Wars Theme / Cantina Band Star Wars & Other Galactic Funk                                    | UK7 (9 Wo.)UK | US1 Platin · (20 Wo.)US | R&B8 (15 Wo.)R&B | Dance6 (17 Wo.)Dance | Erstveröffentlichung: Juli 1977 Autor: John Williams                                                            |
| 1978 | Theme from Close Encounters Encounters of Every Kind                                              | — | US25 (10 Wo.)US | R&B76 (5 Wo.)R&B | Dance33 (3 Wo.)Dance | Erstveröffentlichung: Dezember 1977 inspiriert durch Unheimliche Begegnung der dritten Art Autor: John Williams |
| 1978 | Themes from the Wizard of Oz The Wizard of Oz                                                     | — | US35 (10 Wo.)US | — | Dance35 (4 Wo.)Dance | Erstveröffentlichung: August 1978 Autoren: Harold Arlen, E. Y. Harburg                                          |
| 1980 | Empire Strikes Back (Medley) Plays Music from „The Empire Strikes Back“                           | — | US18 (14 Wo.)US | — | — | Erstveröffentlichung: Juni 1980 inkl. Darth Vader und Yoda’s Theme Autor: John Williams                         |
| 1980 | Love Theme from Shōgun (Mariko’s Theme) –                                                         | — | US70 (4 Wo.)US | — | — | Erstveröffentlichung: September 1980 Musik der TV-Serie Shogun Autor: Maurice Jarre                             |
| 1980 | What Can You Get a Wookiee for Christmas (When He Already Owns a Comb?) Star Wars Christmas Album | — | US69 (6 Wo.)US | — | — | Erstveröffentlichung: Juli 1981 Autor: Maury Yeston                                                             |
| 1982 | Pop Goes the Movies (Part 1) Pop Goes the Movies                                                  | — | US35 (11 Wo.)US | — | — | Erstveröffentlichung: Februar 1982 Medley aus Titelmusik diverser Filme                                         |
| 1983 | Ewok Celebration                                                                                  | — | US60 (8 Wo.)US | — | — | Erstveröffentlichung: Juni 1983 Autor: John Williams                                                            |

Weitere Singles
- 1977: Topsy
- 1979: Main Title Theme from Superman
- 1979: Devil Delight
- 1980: Theme from Star Trek
- 1981: The Raiders March (aus dem Film Jäger des verlorenen Schatzes)
- 1981: Blue Moon
- 1982: Big Band Medley
- 1983: Star Wars Title Theme
- 1983: Sleigh Ride (feat. R2D2 und C3PO)
- 1984: Anything Goes

## Auszeichnungen für Musikverkäufe
| Goldene Schallplatte - Hongkong - 1982: für das Album Plays Music from „The Empire Strikes Back“ |

Anmerkung: Auszeichnungen in Ländern aus den Charttabellen bzw. Chartboxen sind in ebendiesen zu finden.
| Land/RegionAuszeichnungen für Musikverkäufe (Land/Region, Auszeichnungen, Verkäufe, Quellen) | Gold  | Platin     | Verkäufe  | Quellen    |
| -------------------------------------------------------------------------------------------- | ----- | ---------- | --------- | ---------- |
| Hongkong (IFPI/HKRIA)                                                                        | Gold1 | —          | 10.000    | ifpihk.org |
| Vereinigte Staaten (RIAA)                                                                    | —     | 2× Platin2 | 3.000.000 | riaa.com   |
| Insgesamt                                                                                    | Gold1 | 2× Platin2 |           |            |